# Саси (Казерта)
Саси је насеље у Италији у округу Казерта, региону Кампанија.
Према процени из 2011. у насељу је живело 41 становника. Насеље се налази на надморској висини од 329 м.